# Baeocera dilutior
Baeocera dilutior – gatunek chrząszcza z rodziny kusakowatych, podrodziny łodzikowatych i plemienia Scaphisomatini.
Gatunek ten opisany został w 1972 roku przez Ivana Löbla jako Eubaeocera diluta. Ponieważ nazwa Baeocera diluta była już zajęta, to po przeniesieniu do tego rodzaju ten sam autor zmienił epitet gatunkowy na dilutior.
U chrząszcza tego rowek przyszwowy pokryw zaczyna się u ich podstawy, zakrzywia się wzdłuż krawędzi nasadowej i formuje niepełny rządek przypodstawowy, niełączący się z rzędami bocznymi i niesięgający boków pokryw. Większość powierzchni pokryw jest bardzo delikatnie punktowana. Punktowanie pierwszego widocznego sternitu odwłoka tak delikatne, że wygląda na niepunktowany. Samiec ma paramery w połowie długości, na wysokości czubka edeagusa wcięte, a woreczek wewnętrzny edeagusa z kępką kolcowatych struktur.
Owad ten zasiedla ściółkę i gnijące szczątki bambusów w pierwotnych i wtórnych lasach deszczowych. Znany z filipińskich wysp Leyte i Luzon.